# Ludovik III. Slijepi
Ludovik III. Slijepi (881. – rujan 928.) bio je kralj Provanse od 887. do 928. i car Svetog Rimskog Carstva od 901. do 905.

## Djetinjstvo
Otac Ludovika III. je bio Boso, kralj Provanse, dok mu je majka bila Ermengarda Talijanska, kći cara Svetog Rimskog Carstva, Ludovika II.
U trenutku smrti njegovog oca 887. Ludovik III. se našao pod zaštitom karolinških careva Karla III. Debelog i Arnulfa Karantanskog, koji su se pobrinuli da ima sigurno djetinjstvo.

## Car
Ovaj period mira i sigurnosti završava smrću Arnulfa kada Ludovika III. posjećuju talijanski plemići nudeći mu carsku krunu pod uvjetom da zarati s kraljem Italije Berengarom. Kako je ta ponuda bila potpuno prihvatljiva mladiću od 19 godina, on 901. godine kreće u uspješnu invaziju Italije i ulazi ponosno u Rim, gdje ga papa Benedikt IV. u veljači 901. godine kruni za cara. Taj tada već proslavljeni uspjeh bio je jako preuranjen pošto Berengar koji je već nadživio posljednja tri cara nije bio osoba za omalovažavanje. Sudbina se i ovdje ponovila kada malo više od godinu dana nakon Ludovikove krunidbe Berengar ostvaruje veliki vojnu pobjedu tijekom koje zarobljava svoga protivnika.

## Abdikacija
U zamjenu za slobodu njegov protivnik je zatražio samo riječ Ludovika III. da se više nikada neće vratiti u Italiju. Kako je davanje riječi za ovoga cara bilo nešto potpuno jednostavno, on ju je dao i otišao u Provansu gdje se pripremao za svoj novi napad. Nakon dvije godine ili točnije u srpnju 904. on je ponovno napao Berengara samo da bi u srpnju 905. godine kod Verone ponovno doživio katastrofalni poraz i bio zarobljen. Ovaj put Berengar nije mogao ponovno vjerovati Ludoviku III. tako da ga je prije puštanja na slobodu za svaki slučaj oslijepio. 

## Nasljedstvo
Nakon ovog poraza Ludovik III. se povukao u Provansu koju potom do smrti više nije napuštao. 
899. Ludovik je zaručen za bizantsku princezu Anu, kćer cara Leona VI. i njegove konkubine. Moguće je da je njihov sin bio grof Karlo Konstantin.
914. Ludovik je oženio plemkinju Adelajdu, koja mu je možda bila nećakinja (pogledajte "Willa"). Njihov je sin bio princ Rudolf.
| Prethodnik:        | Car Svetog Rimskog Carstva | Nasljednik: |
| Arnulf Karantanski | Car Svetog Rimskog Carstva | Berengar I. |